# Wołodymyr Dyczko
Wołodymyr Wiktorowycz Dyczko, ukr. Володимир Вікторович Дичко, ros. Владимир Викторович Дичко, Władimir Wiktorowicz Diczko (ur. 7 września 1972 w Komsomolśke, w obwodzie donieckim) – ukraiński piłkarz, grający na pozycji obrońcy, a wcześniej pomocnika.

## Kariera piłkarska

### Kariera klubowa
W 1990 rozpoczął karierę piłkarską w Majaku Charków. W sierpniu 1993 rozegrał 2 gry w składzie Ahrotechserwisu Sumy, po czym został piłkarzem Kreminia Krzemieńczuk. Latem 1995 został zaproszony do Worskły Połtawa. W 2000 występował w klubach Ełektron Romny i Naftowyk-Ukrnafta Ochtyrka. Na początku 2001 wyjechał do Białorusi, gdzie podpisał kontrakt z FK Homel. Po pół roku powrócił do Ukrainy, gdzie w sezonie 2001/02 bronił barw Illicziwca Mariupol. Potem wyjechał do Kazachstanu, gdzie występował w klubach Ordabasy Szymkent i Kajsar Kyzyłorda. Podczas przerwy zimowej sezonu 2005/06 przeszedł do Zirki Kirowohrad. Latem 2006 powrócił do Kreminia Krzemieńczuk. W styczniu 2009 w prasie pojawiła się informacja o zakończeniu kariery piłkarskiej. Obecnie piłkarz dalej kontynuuje występy w krzemieńczuckiej drużynie.

## Sukcesy i odznaczenia

### Sukcesy klubowe
- brązowy medalista Mistrzostw Ukrainy: 1997